# Minucia olivescens
Minucia olivescens är en fjärilsart som beskrevs av W. Warren 1913. Minucia olivescens ingår i släktet Minucia och familjen nattflyn. Inga underarter finns listade i Catalogue of Life.